# Gnotus rugosus
Gnotus rugosus là một loài tò vò trong họ Ichneumonidae.